# 1988 في الجزائر
فيما يلي قوائم الأحداث التي وقعت خلال عام 1988 في الجزائر.

## سياسة

### تعيين في المنصب
- 5 نوفمبر – قاصدي مرباح الوزير الأول الجزائري.

## مواليد

### يناير
- 1 يناير – حمزة بن دلاج
- 10 يناير – سيرين هناوي لاعبة كرة طائرة جزائرية.
- 24 يناير – يوسف غزالي لاعب كرة قدم جزائري.

### مارس
- 12 مارس – إسماعيل منصوري لاعب كرة قدم جزائري.

### أبريل
- 29 أبريل – توفيق مخلوفي عدّاء جزائري.

### مايو
- 10 مايو – العربي بورعدة

### يونيو
- 13 يونيو – سهيلة معلم ممثلة جزائرية.
- 18 يونيو – إسلام سليماني لاعب كرة قدم جزائري.

### يوليو
- 2 يوليو – عبد الرحمن حشود لاعب كرة قدم جزائري.
- 12 يوليو – فاطمة الزهراء جواد لاعبة كرة طائرة جزائرية.
- 26 يوليو – محمد تيابي لاعب كرة قدم جزائري.

### أكتوبر
- 29 أكتوبر – نسيمة صايفي

### نوفمبر
- 1 نوفمبر – أسامة الحمدان لاعب كرة قدم سعودي.
- 28 نوفمبر – قدور بلجيلالي لاعب كرة قدم جزائري.

## وفيات

### فبراير
- 18 فبراير – عبد الرحمان إبرير (مواليد 1919) لاعب كرة قدم فرنسي.